# ヴィアー・ボークラーク (初代ヴィアー男爵)
初代ヴィアー男爵ヴィアー・ボークラーク（英語: Vere Beauclerk, 1st Baron Vere、1699年7月14日 – 1781年10月2日）は、グレートブリテン王国の貴族、庶民院議員、イギリス海軍の軍人。地中海でいくつかの軍艦を転々とした後、3等艦ハンプトン・コートの艦長になり、1738年に海軍本部委員会入りを果たした。その後、1746年から1749年まで上級海軍卿を務めた。

## 経歴
初代セント・オールバンズ公爵チャールズ・ボークラークとダイアナ・ド・ヴィアー（第20代オックスフォード伯爵オーブリー・ド・ヴィアーの娘）の息子として、1699年7月14日に生まれた。1713年頃にイギリス海軍に入隊、1721年に大尉に昇進した。1722年から1727年まで地中海で勤務した後、6等艦ライム、5等艦キンセール、4等艦オックスフォード、3等艦ハンプトン・コートといった艦船の艦長を務めた。
政界では1726年5月に兄チャールズの後任としてウィンザー選挙区選出の庶民院議員になり、議会で与党ホイッグ党の一員として投票した。1738年に下級海軍卿（Lord of Admiralty）として海軍本部委員会入りを果たしたが、それに伴う補欠選挙では対立候補リチャード・オールドフィールド（Richard Oldfield）と同じ得票数（133票）になり、庶民院での採決の結果240票対160票でヴィアーの当選が宣告された。1741年イギリス総選挙でプリマス選挙区に鞍替えして再選したが、翌年に首相ロバート・ウォルポールが失脚するとヴィアーも海軍本部委員会から解任された。1744年にブロード・ボトム内閣が成立してベッドフォード公爵が海軍卿に就任すると、ヴィアーも再び下級海軍卿に任命され、1745年に少将に、1746年に中将に、1748年に大将に昇進した。また、1746年には上級海軍卿に任命された。その後、1749年に初代アンソン男爵ジョージ・アンソンがグレートブリテン副提督に任命されると、大将である自身をさしおいて中将であるアンソン男爵が選ばれたことに不満を感じ、海軍卿を辞任して軍務から引退した。
1750年3月28日、グレートブリテン貴族であるミドルセックスにおけるハンワースのヴィアー男爵に叙された。
1761年から1771年までバークシャー統監を務めた。
1781年10月2日にセント・ジェームズ・スクエアで死去、6日に聖ジェームズ教会で埋葬された。息子オーブリーが爵位を継承した。

## 家族

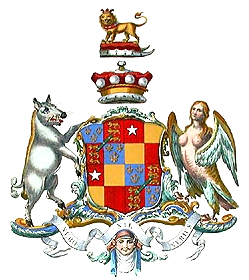
ヴィアー男爵の紋章

1736年4月13日、メアリー・チェンバーズ（Mary Chambers、1783年1月21日没、トマス・チェンバーズの娘）と結婚、4男2女をもうけた。
- ヴィアー（1737年1月12日 – 1739年12月26日）
- チェンバーズ（1738年2月22日 – 1747年7月16日）
- サックヴィル（1739年4月12日 – 1739年4月25日埋葬）
- オーブリー（1740年6月3日 – 1802年2月9日） - 第2代ヴィアー男爵、第5代セント・オールバンズ公爵
- エリザベス（1742年7月 – 1746年4月26日）
- メアリー（1743年12月4日 – 1812年1月13日） - 1762年10月2日、チャールズ・スペンサー卿（英語版）（1740年 – 1820年、第3代マールバラ公爵チャールズ・スペンサーの息子）と結婚、子供あり